# 高松琴平電気鉄道1000形電車
■カテゴリ / ■テンプレート

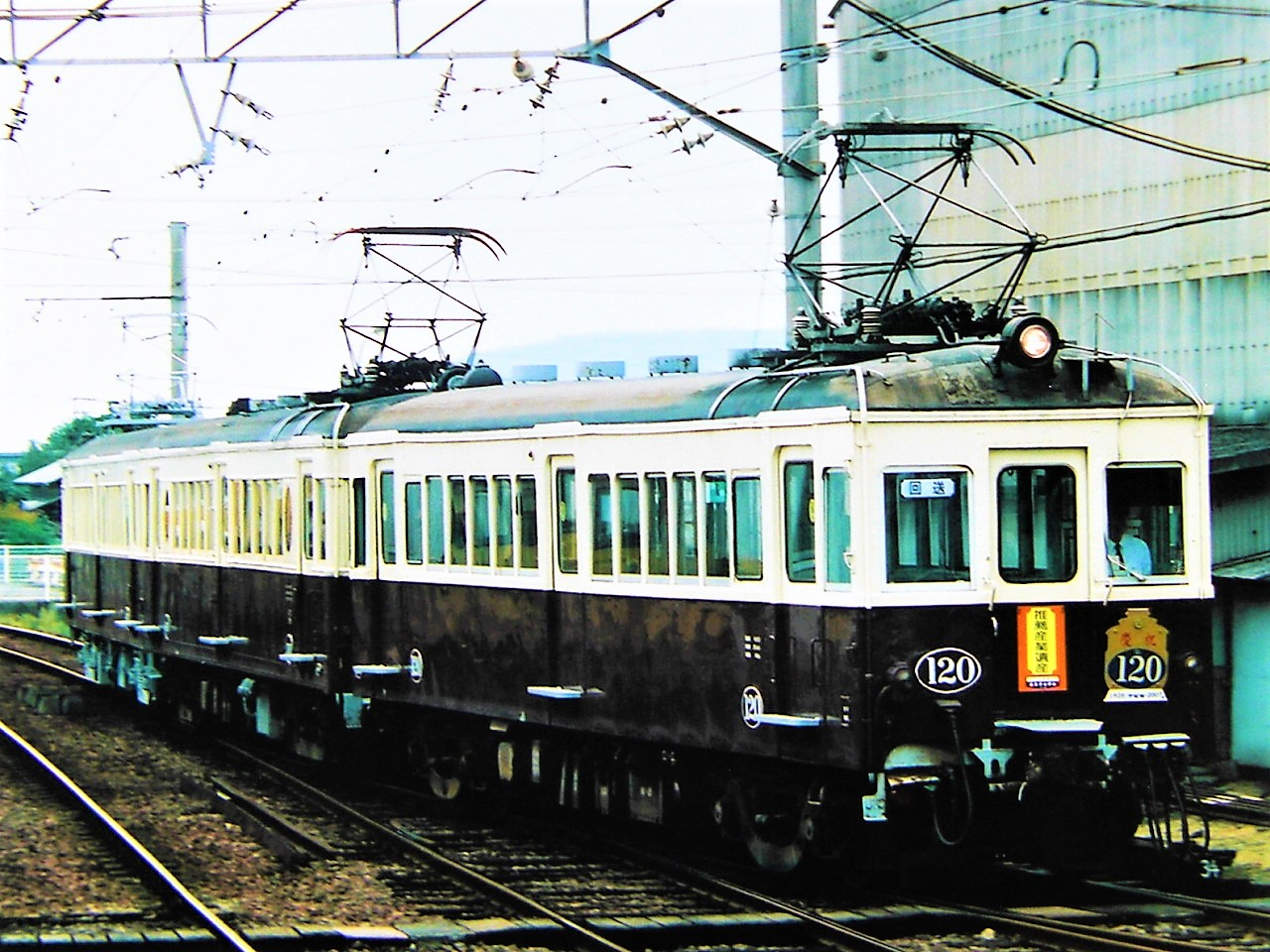
手前から1000形120・3000形300・5000形500

高松琴平電気鉄道1000形電車（たかまつことひらでんきてつどう1000がたでんしゃ）および3000形電車、5000形電車は高松琴平電気鉄道が保有する通勤形電車である。
いずれも同社琴平線の前身である琴平電鉄が開業期に新造した車両である。3形式とも2007年5月12日に産業考古学会より推薦産業遺産に選定され、また2009年2月6日には経済産業省より近代化産業遺産に認定された。

## 1000形

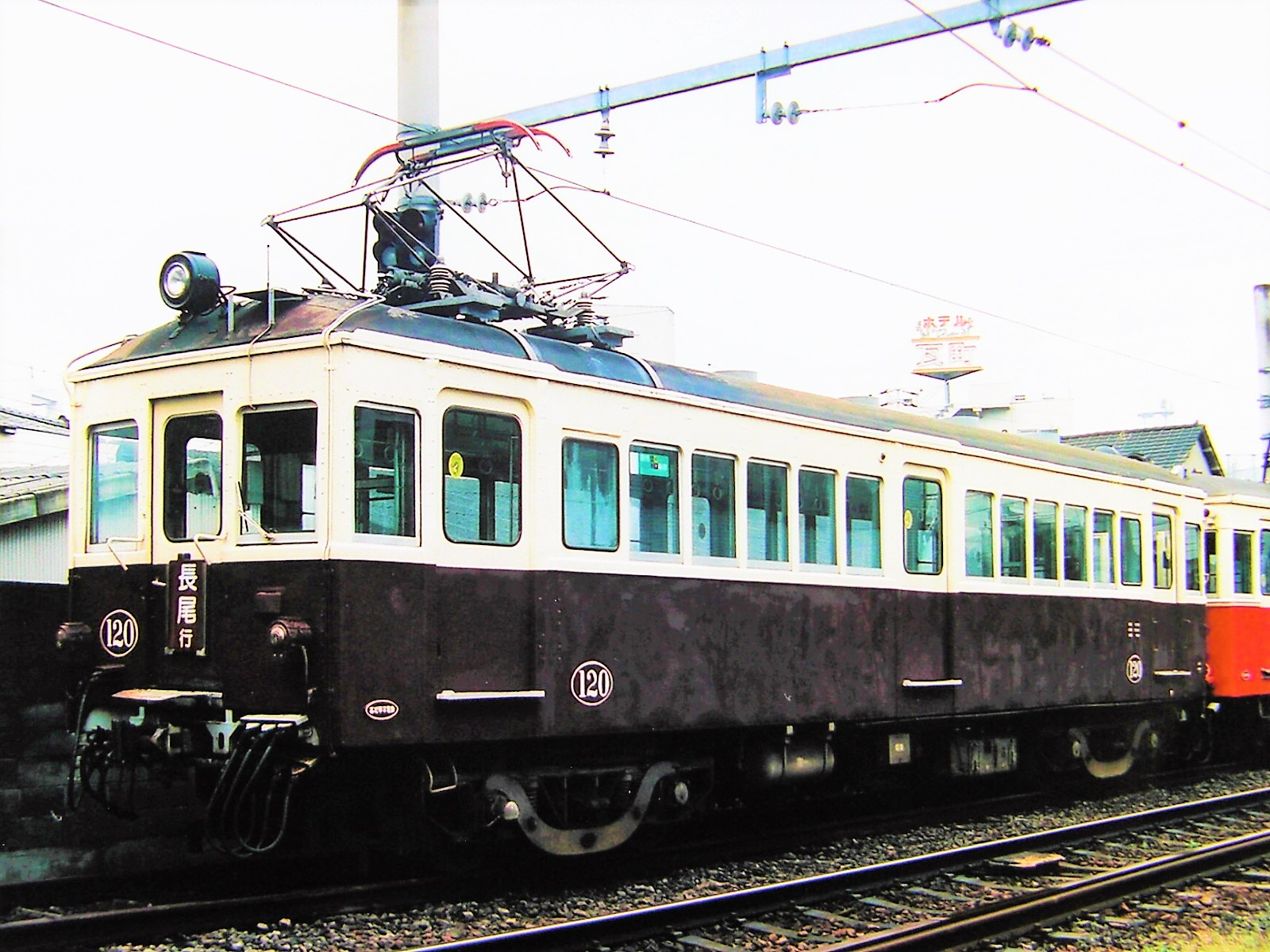
1000形120 オリジナル台車当時

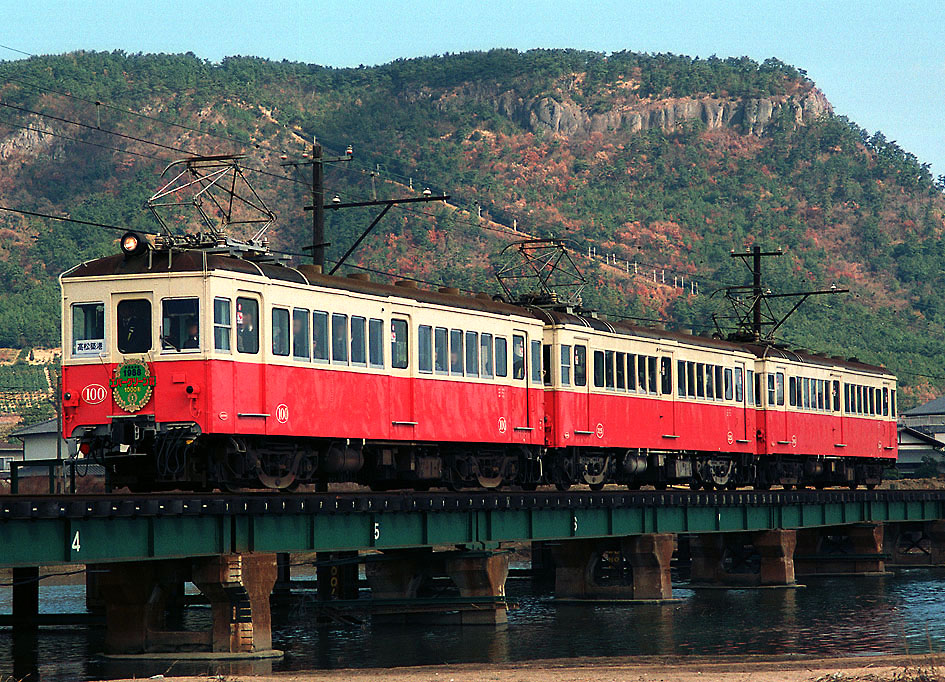
エバーグリーン賞受賞記念列車
1000形100+3000形325+3000形300
（1988年12月11日）

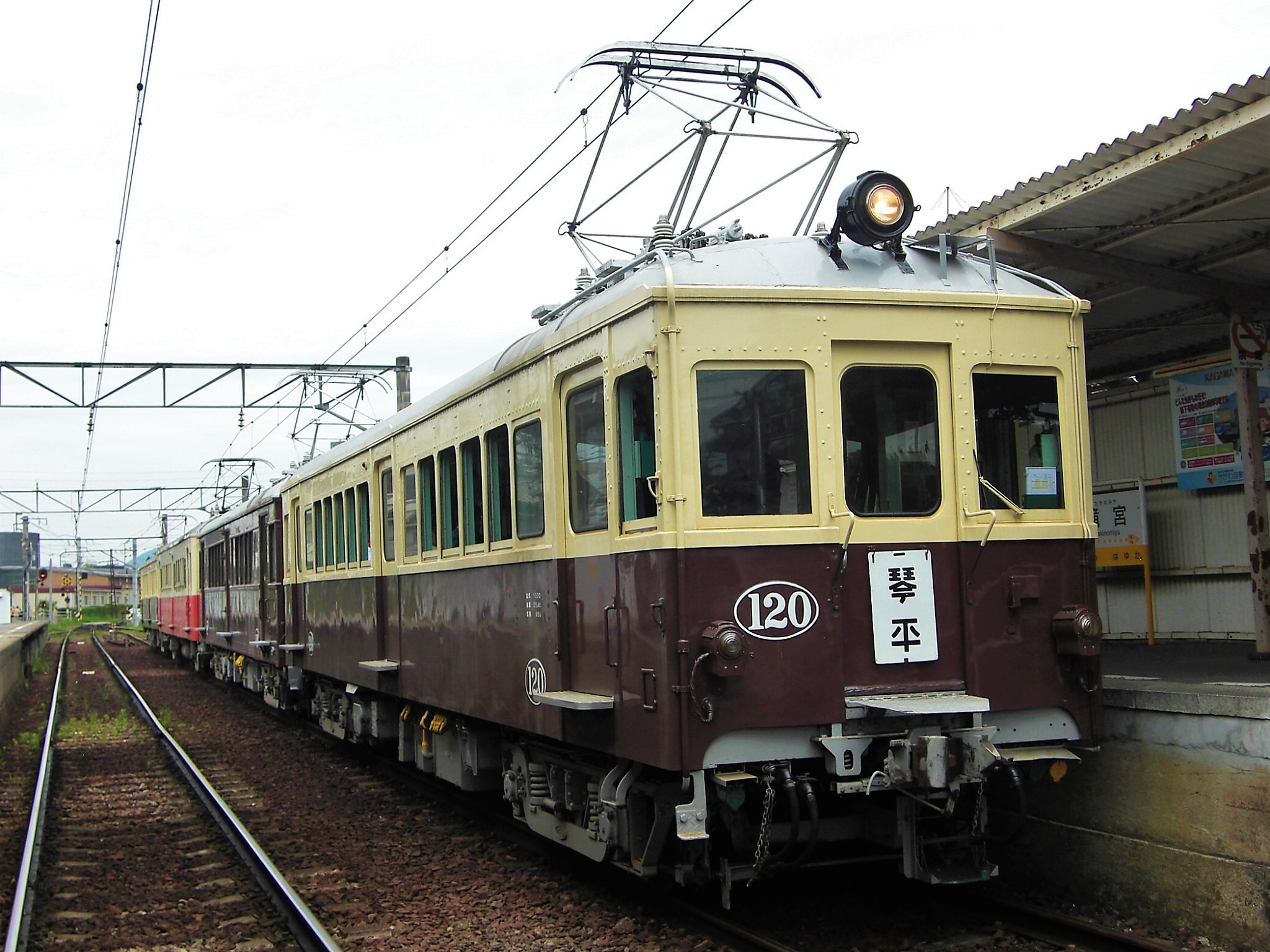
動態保存車となった120 （2018年5月撮影）

1926年汽車会社製。両運転台の制御電動客車で、琴平電鉄開業にあたり、100・110・120・130・140の5両が製造された。
形式より一桁少なく、10番刻みの特異な付番方法となった理由については、新製当時の資料が残存しておらず、現在に至るまで不明とされている。
15 m級の半鋼製車で窓配置はC3´-1D6D6D1で前面は丸妻の貫通式。ノーヘッダ、段なしウィンドウシルで、窓の上隅が大きな曲線になっていること、前面裾も隅が曲線になっている点が特徴である。製造時は両端の客用ドアの戸袋窓は楕円、屋上のベンチレータは水雷形、床下にはトラス棒を装備していた。また、当時、米国・英国製またはそのライセンス契約による国内製が多かった電装品に、ドイツのAEG製のものを使用していることも特筆される。
製造当初、パンタグラフは琴平寄りに設けられていたが、昭和20年代に高松寄りに改められている。その後、1966〜1967年に実施された大規模な更新工事により、客用窓はアルミサッシ化、戸袋窓は全てHゴム支持の矩形に改められた。前面の尾灯は移設の上2灯に増設されている。この時までに床下のトラス棒は撤去されている。屋上の水雷型ベンチレータは小さな筒型のものになり、パンタグラフは再度、琴平寄りに変更された。
その後、琴平線に1020形などの18 m 級大型車が増備されたことにより、1972年に100・120・140が、1976年には110・130が志度線に転属、その後は1976年に架線電圧が昇圧された長尾線でも使用されている。しかし、1976年8月1日に今橋駅 - 松島二丁目駅間で発生した列車同士の正面衝突事故で、110・140が廃車となった。現在に至るまでことでん史上唯一の、有責事故による廃車である。
残る3両は、前面貫通扉および客用扉の変更、前照灯のシールドビーム化などが実施された。1994年の志度線分断以降は、全車長尾線の所属となった。この間の1988年に鉄道友の会よりエバーグリーン賞を受賞した。
600形・700形の導入で、1998年に130、1999年に100が廃車され、残った120は主に朝ラッシュ時の増結用となった。
100の運用離脱は、琴電オリジナル形式のトップナンバー車(100 + 300 + 500)で編成が組まれたさよなら列車が運転され、多くのファンや地元住民が乗車・撮影を楽しんだ。そのさよなら運転の終盤に100はドアが開かなくなる故障を起こし、まさに「力尽きる」形で仏生山工場へと回送された。ただしこれに関する苦情は一件もあがってこなかったという。
120は2007年7月31日午後に実行された長尾線大型化・車両全面冷房化以降は動態保存車となった。動態保存車となって以降は3形式ともサボ受けが撤去され、過去に使用されていた引掛式の行先標を使用している。なお、台車と主電動機に関して、動態保存開始直後はオリジナルの汽車会社ボールドウィン78系（弓形イコライザー）とアルゲマイネ社製USL-323B（48.5 kW）の組み合わせだったが、2007年11月に65が廃車となった後に同車が履いていた阪神電気鉄道881形由来の川崎車両ボールドウィン系（U形イコライザー）と東洋電機製TDK-596FR（80 kW）に履き替えている。
2019年に発表された旧形車の廃車計画では、120は2021年5月のイベントをもって営業運転を終了し、保存先が決まらない限り解体されることが明らかにされた。しかし、新型コロナウイルス感染症の影響で引退イベントの日程が変更となり、2021年11月3日のイベントをもって引退した。引退後は事業用車として、仏生山工場にて可動状態を維持したまま現存している。

## 3000形
| 3000形315 運転台直後の窓が2枚に改造されている |  | 3000形300 戸袋窓を丸窓に復元している |
| 3000形315 運転台直後の窓が2枚に改造されている |  | 3000形300 戸袋窓を丸窓に復元している |

1926年日本車輛製。両運転台の制御電動客車で1000形同様、琴平電鉄の開業に際し、300・315・325・335・345の5両が製造された。トップナンバーの300以外は1000形の末尾0に対し末尾5の車番となっており、更に特異な付番方法となっている。
15 m 級の半鋼製車で窓配置はC3´-1D6D6D1で、前面は丸妻の貫通式。ウィンドヘッダおよび段付きのウィンドウシルがあり、窓の上隅は通常の直角である。製造時は両端の客用ドアの戸袋窓は楕円、床下にはトラス棒を装備していた。電装品などは1000形と共通であるが、台車は住友金属製ST-19（弓形イコライザー）を履いていた。
パンタグラフは製造当初は高松寄りに設けられたが、昭和20年代に琴平寄りに変更された。1961年、当初志度線に配属予定だった20形(3代)が琴平線配置になった関係で、順次志度線に転属する。1966年 - 1967年には1000形と同様の更新工事を受けるが、この時に315のみ乗務員室の拡張が行われ、窓配置が2D5D6D1（左右点対称）に変更された（画像参照）。315が動態保存車に選ばれなかったのはこのことが原因とされている。
1976年以降は長尾線でも共用されるようになり、また前面貫通扉および客用扉の変更が実施された。1983年には、琴平線から転属した17 m 級制御車（860形、880形、890形）を牽引するために、主電動機の増強と台車の振替えが335と345に対して実施され、名古屋鉄道由来のブリル27-MCB2Aと三菱電機製MB-98A（74.6 kW）の組み合わせとなった。
1986年夏には345が映画「二十四の瞳」撮影用に開業時の茶色一色に塗色変更を受け、撮影終了後の11月に元に戻された。
1994年の志度線分断以降は、300・315・325が長尾線所属、335・345は志度線所属となる。2003年のラインカラー導入時、325は一旦緑のツートンに塗り替えられたものの、直後にイベントで好評だった茶色ツートンが旧形車標準色として追加となったため、営業につくことなく再度塗り直された。また、2003年までに300・315・325についても台車の履き替えが実施され、最終的に早期に廃車となった345を除く4両が阪神電気鉄道881形由来の川崎車両ボールドウィン系（U形イコライザー）と東洋電機製TDK-596FR（80 kW）の組み合わせとなった。
その後、600形・700形の増備により1999年10月に345が、2006年10月には325が廃車解体された。335は2006年12月をもって営業運転を終了したが国道11号に2007年8月に開業した「道の駅源平の里むれ」（高松市牟礼町原）に静態保存されている。315は2007年7月31日午前の旧形車最終定期運行に300と共に充当された後、2007年8月11日・12日に行われたさよなら運転を最後に運用を外れて廃車解体され、台車はデカ1形に流用された。
300は2003年に両端の戸袋窓を製造当初の丸窓に復元しており、長尾線大型化・車両全面冷房化以降も動態保存されている。
2010年3月に、琴平線の前身である琴平電鉄開業時の茶色一色のオリジナルカラーに復刻されているが、前述の通り、開業時から前照灯、貫通扉、客扉、屋上通風器が交換されている。
2019年に発表された旧形車の廃車計画では、300は2021年5月のイベントをもって営業運転を終了する予定であることが明らかにされた。しかし、新型コロナウイルス感染症の影響で引退イベントの日程が変更となり、2021年11月3日のイベントをもって引退した。引退後は事業用車として、仏生山工場にて可動状態を維持したまま現存している。

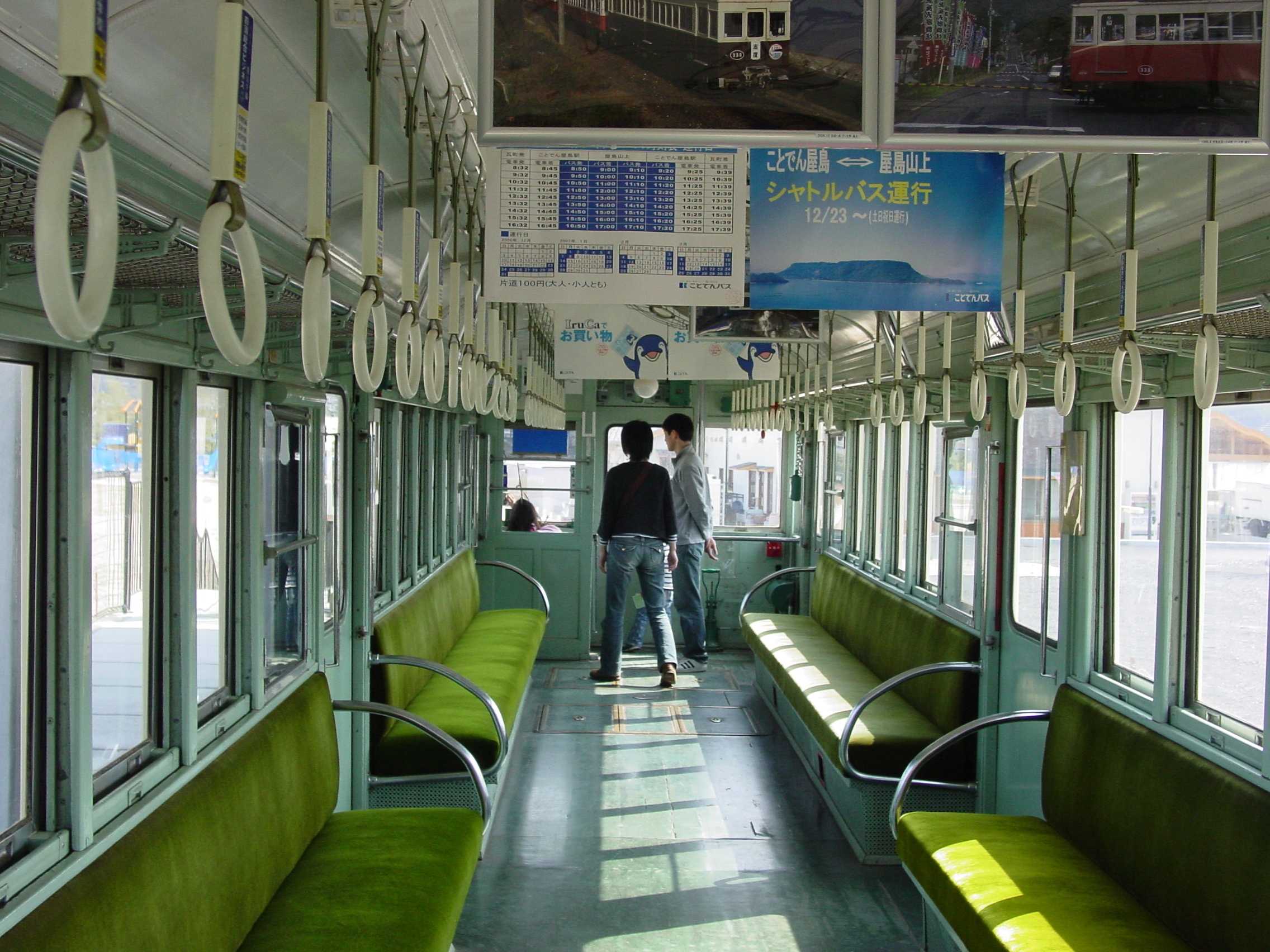
3000形車内 (335)
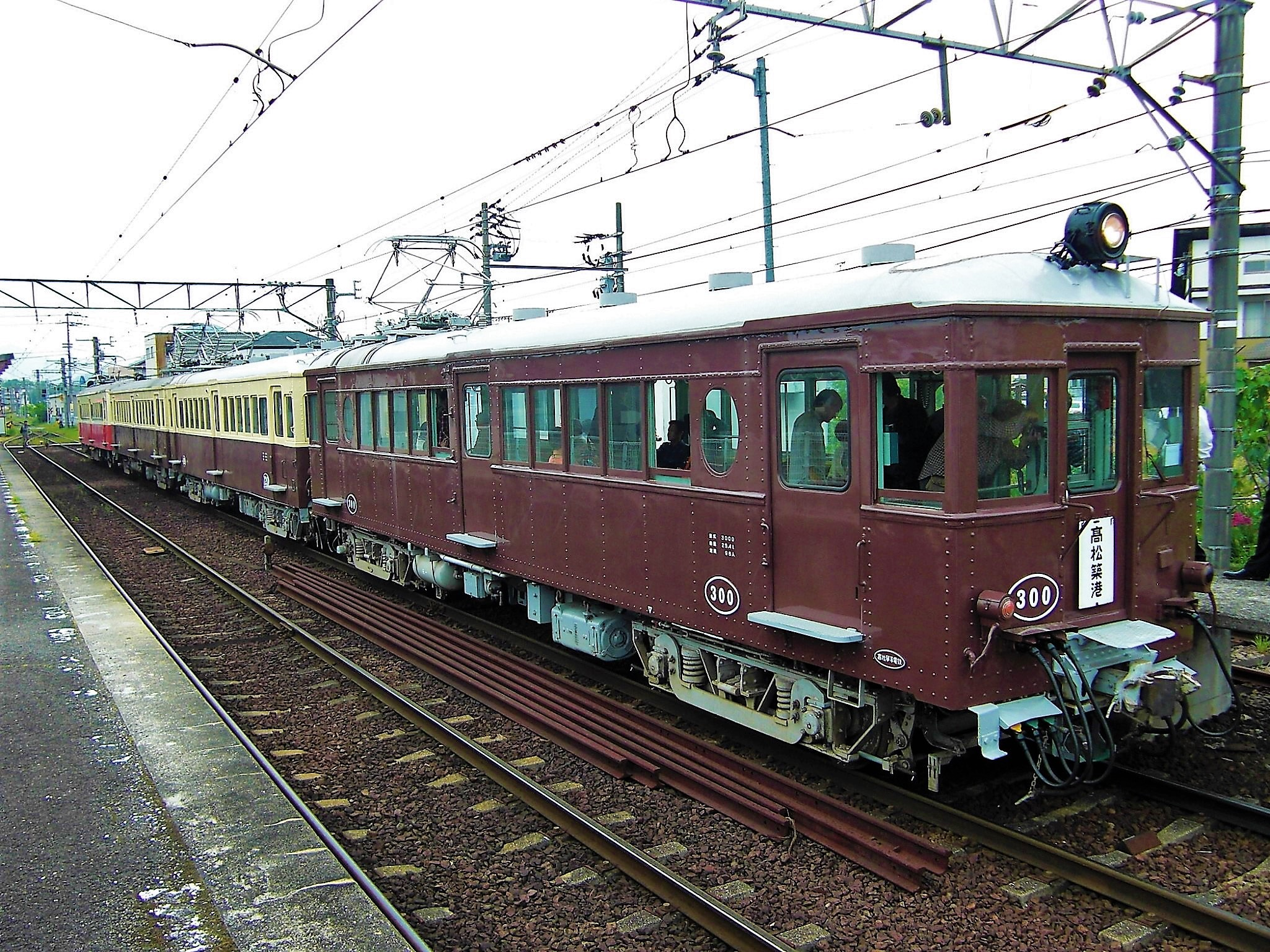
琴平電鉄開業時のオリジナルカラーとなった現在の300（2018年5月撮影）
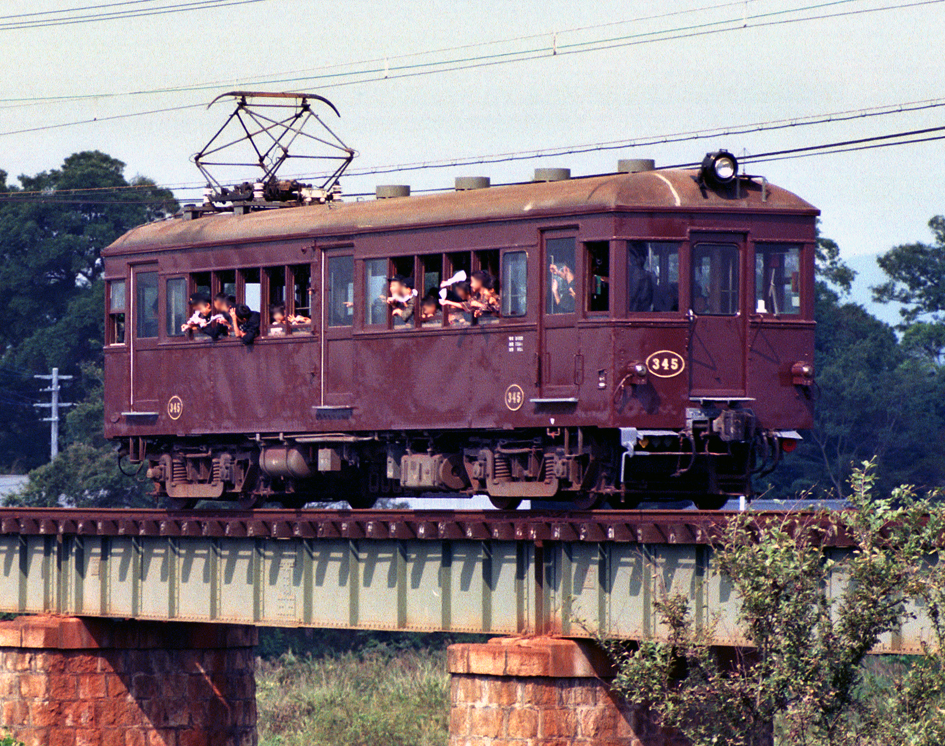
映画撮影のため茶色1色になった345（1986年）
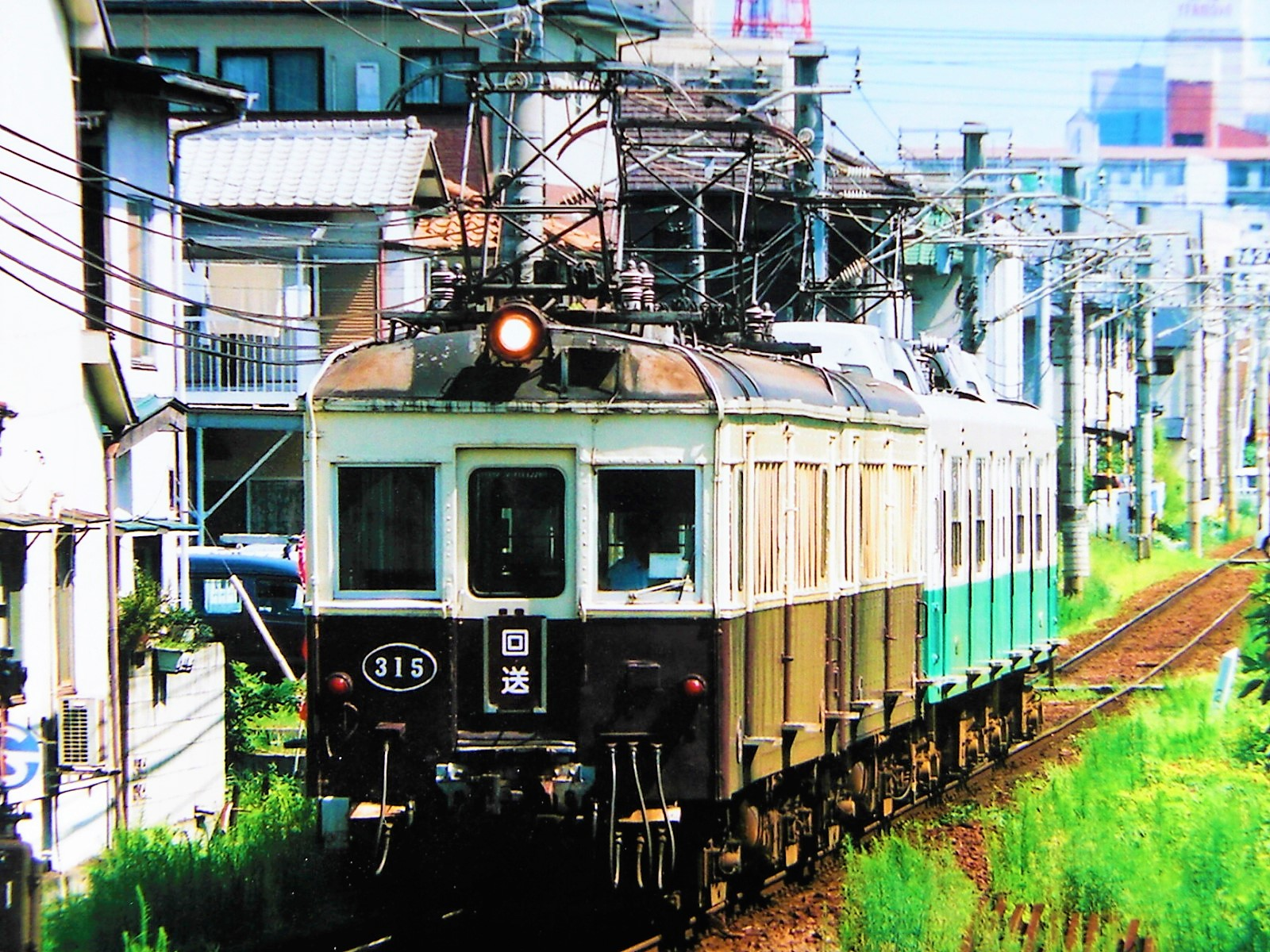
旧形車定期運用最終日 営業運転終了後に仏生山へ向けて入庫回送される315＋300（＋600形×2）（2007年7月31日 三条付近）

## 5000形
開業後の増備車で1928年加藤車輛製。片運転台の制御客車として500・510・520の3両が製造された。
15 m 級の半鋼製車で窓配置はF3´-1D6D6D1で前面は平妻の貫通式。この形式から貫通扉が引戸となり、以降多くの在籍車両がこの構造を踏襲している。ウィンドウ・シル/ヘッダー付きで、窓の上隅は小さな曲線になっている。なお、1000形、3000形と異なり戸袋窓は製造当初から四角である。
1953年、日本国有鉄道から譲りうけた制御車の2000形、6000形の入線により、琴平線は電動車不足に陥った。このため、本形式は両運転台の制御電動客車に改造された。台車は帝都高速度交通営団から譲りうけたものを使用し、パンタグラフは高松寄りに取りつけられた。また尾灯は助士側窓下に1灯から、両端の窓の上に1灯ずつに改められた。
なお、510の高松寄り前面および乗務員室附近は、過去に仏生山工場でデカ形が暴走して激突・破損したため、ノーシル・ノーヘッダーの姿に復旧改造されていた。
主電動機の出力が高かったため、1000形・3000形が志度線に転出した後も、琴平線で主に増結用として使用された。1976年に510は長尾線に転属。残る2両は琴平線と長尾線の転属を繰り返したが、1985年に1070形の導入により520は廃車、また1990年頃に500も長尾線の専属となっている。1998年、700形の導入で510が廃車となった。
500は営業用車両では最後まで旧標準色であるファンタゴンレッド＋アイボリーの塗色で残っていたが、2007年2月3日のイベント後、定期検査のため仏生山工場に入場、茶色＋アイボリーの旧形車色に変更された。検査出場後はイベント用として動態保存されており、台車と主電動機については名古屋鉄道由来の日本車輌製ボールドウィン78-30（U形イコライザー）と東洋電機製TDK596（60 kW）の組み合わせとなっている。これは1998年に130が廃車となった際に同車から捻出された物である。
なお、本形式が制御車時代に履いていた台車については電装された上でデカ形が2007年まで履いていたが、デカ形の更新工事で廃棄される事になり、個人の手で保存されている。
動態保存車となってからは、高松築港寄りの前面に着脱可能なヘッドマーク取り付け用のステーが装着された。
2019年に発表された旧形車の廃車計画では、500は2020年9月のイベントをもって引退し、保存先が決まらない限り解体されることが明らかにされた。その後、譲渡先が決まったことで解体を免れ、2020年9月21日のイベントをもって営業運転を終了した。引退後は高松市勅使町の建設会社で静態保存されている。

## 逸話
琴電の社史『60年のあゆみ』（1970年）によると、開業当時、車両の立派さから乗客が下駄を脱いで車内に入ったことがあったという。